# Alphen Stad FM/TV
Alphen Stad FM en Alphen Stad TV waren tot 9 februari 2015 de radio- en televisie-afdelingen van de publieke lokale omroep van de gemeente Alphen aan den Rijn en haar randgemeenten. 
De omroep startte met haar uitzendingen op 4 januari 2013 en kwam voort uit de Lokale Omroep Alphen Stad FM/TV, die sinds de jaren 90 radio-uitzendingen (en sinds 2003 televisie-uitzendingen) verzorgde in Alphen aan den Rijn, Omroep Rijnwoude die gedurende het begin van deze eeuw de radio uitzendingen in de gemeente Rijnwoude verzorgde en ROB FM, de lokale omroep van de gemeente Boskoop. 
De fusie van de gemeenten Alphen aan den Rijn, Boskoop en Rijnwoude in 2014 was de belangrijkste reden voor deze omroepen om te fuseren. Sinds de oprichting maakte Alphen Stad FM 24 uur per dag en zeven dagen per week radio en zond het 24 uur per dag uit op televisie met kabelkrant en verschillende televisieprogramma's.
Op 9 februari 2015 is de naam van de publieke lokale omroep van de gemeente Alphen aan den Rijn officieel gewijzigd in Studio Alphen. 